# Joan Vich i Salom
Joan Vich i Salom (Santa Maria del Camí, 1884 - Palma, 1958), historiador i prevere. Va néixer a Can Gelat, una família pagesa de Santa Maria. Cursà els estudi eclesiàstics en el Seminari de Palma. Va ser ordenat sacerdot el 1911. De 1910 a 1912 fou professor de llatí al Seminari Diocesà. Va ser vicari a Santa Maria (1912), Port de Sóller (1913), Sóller (1918), Sencelles (1919) i Pòrtol (1922). Rector de Pòrtol a partir de 1934. El 1948 va ser nomenat Bibliotecari, Arxiver i Cronista de la Diòcesi.

## Obra
Investigà els antecedents familiars de Santa Catalina Tomàs amb el seu treball "Els llinatges Thomàs i Gallart a Mallorca".
- L'any 1945, amb Joan Muntaner, publicà Documenta Regni Maioricarum, col·lecció de documents inèdits del període de la dinastia mallorquina (1229-1349).
- El 1946 publicà Miscelánea Tridentina Maioricense monografia sobre els antecedents de la reforma tridentina a Mallorca.
- En Els Capeggios a Mallorca estudià la relació d'aquesta família italiana amb Mallorca.
- Aspectos históricos de la Casa Real de Mallorca publicada el 1948.
- Alfonso V y el estamento noble en Mallorca (1957).
- Son Torrella de Santa Maria (1958).
- El Excelentísimo y Reverendísimo don Mateo Jaume Garau, Obispo de Mallorca y de Menorca (1962).

Publicà articles al Bolletí de la Societat Arqueològica Lul·liana, Documenta i Lluc. Deixà diversos treballs inèdits sobre història de l'església a Mallorca.